# Girl Guides Association of Grenada
Die Girl Guides Association of Grenada (GGAG) bildet zusammen mit der The Scout Association of Grenada die Pfadfinderbewegung in Grenada. Die Mädchen-Bewegung hatte 2012 2288 Mitglieder. Sie wurde im November 1925 an der Anglican High School (damals: Church of England High School) gegründet. 1990 wurde sie Assoziiertes Mitglied der World Association of Girl Guides and Girl Scouts (WAGGGS). Die Vollmitgliedschaft erlangte sie 2011 anlässlich der 34th World Conference in Edinburgh, Schottland am 11.–15. Juli 2011.

## Geschichte
Der erste Girl Guide-Stamm (company) in Grenada wurde an der Church of England High School im November 1925 gegründet. Andere Guide Companies folgten. Brownie Packs wurden 1927 eingeführt und die erste Ranger Guide Company 1928. Heute gibt es Stämme in allen Parishes, hauptsächlich an Schulen
Am 31. Januar 1951 besuchte Olave Baden Powell Grenada.
1985 veranstaltet die Association ihr erstes internationales Camp, zu dem auch Associations der benachbarten karibischen Länder eingeladen wurden. In den nächsten Jahren besuchten Trainer und Berater der World Association Grenada um zur Entwicklung beizutragen.
1989 begann die erste Rainbow Unit in Birchgrove im Parish St. Andrew.

## Abteilungen
Es gibt fünf Abteilungen (Sections): Rainbows, Brownies, Girl Guides, Ranger Guides und Young Leaders. Das Programm basiert auf einem acht-Punkte-System mit körperlicher Fitness, Verstand, Naturverbundenheit, Fähigkeiten in Heimwerken, Diensten für andere, Beziehungen, Kreativität und Charakter.
Die Sections sind nach Alter eingeteilt:
- Rainbows – Alter 4 bis 7
- Brownies – 7 bis 11
- Girl Guides – 10 bis 16
- Rangers – 15 bis 25
- Young Leaders – 16 bis 23

## Kooperation
Die Girl Guides Association arbeitet eng mit lokalen und regionalen Organisationen zur sozialen Entwicklung und mit NGOs zu Advocacy Projects sowie mit Initiativen der World Association of Girl Guides and Girl Scouts.
Kooperationen gibt es mit Grenada National Organization for Women (GNOW), The Scout Association of Grenada, The Rotary Club of Grenada, The St. George’s Lions Club, The Conference of Churches in Grenada.
Grenada gehört zum Caribbean Link for Guiding, der zur Gegenseitigen Unterstützung der Mitgliedsorganisationen eingerichtet wurde.

## Aktivitäten
Grenada war 2019 Gastgeber der 15th Western Hemisphere Regional Conference.

## Leiterschaft
Das Council, geführt von einem Präsidenten, ist das Leitungsgremium der Girl Guides Association of Grenada. Es besteht aus einem gewählten Geschäftsführer, dem Chief Commissioner und weiteren Commissioners. Mitglieder des Council sollen wenigstens in einem Sub-Committee Mitglied sein.
Das Executive Committee ist ein dauerndes Sub-Committee des Council. Es wird vom Chief Commissioner geleitet. Der Council Secretary, der Treasurer (Schatzmeister) und Commissioners sind in dem Committee.